# 貝南國家奧林匹克和體育委員會
貝寧國家奧林匹克和體育委員會（Benin National Olympic and Sports Committee）是貝寧的國家奧林匹克委員會。該組織成立於1962年5月5日，是國際奧委會和非洲國家奧林匹克委員會聯合會。1980年，首次以貝寧的名義參加在蘇聯莫斯科舉行的夏季奧運會。
現時，貝寧國家奧林匹克和體育委員會的總部設在，主席是Marius Francisco。

## 資料來源
1. ↑  .   [2014-03-24]. （原始内容存档于2014-07-07）.